# Большой Пограничный
Большой Пограничный (фин. Paatio, а также Patio или Padio) — самый крупный из российских шхерных островов, расположенных возле финской границы: его площадь составляет 9,5 км². Административно подчинён Выборгскому району Ленинградской области. До Финской границы от острова около 50 м. Ближайшие острова: финские — Хейнялуото и Пуулуодот — к западу, российские — Опасный и Грозный — к северу, Ивовый — к северо-востоку, Лыжный, Крутояр и Долгий Камень, входящие в состав архипелага Питкяпааси, — к юго-востоку, Хеммингинлетто, остров Павла Мессера и Высокий Гребень — к югу, небольшие Твёрдый, Верхний, Овечий, Пожог — к юго-западу. За грядой последних лежат более крупные Малый Пограничный и Козлиный.
Остров расположен в южной части балтийского кристаллического щита, покрыт хвойным лесом, и на его северном берегу находятся остатки прежней финской деревни Патио (Paatio). К западу от острова, на входе в залив Виролахти, воды Финского залива образуют рейд Штандарт.

## История
Большой Пограничный остров перешёл от Швеции к России в 1721 году по Ништадтскому мирному договору вместе с другими землями Старой Финляндии. Был включён в состав общины Виролахти. С 1906 по 1908 год на рейде Штандарт возле острова летом стояла, служа домом царской семье, императорская яхта «Штандарт», на траверзе которой находился остров Твёрдый. В июле 1913 года императорский двор организовал для Николая II пикник на острове.
В 1920—1940 годах Большой Пограничный остров принадлежал Финляндии, затем вернулся к России, был включён в состав СССР и укреплён береговой артиллерией. Батарея острова входила в состав 32-го отдельного артиллерийского дивизиона и в июне — июле 1941 года, будучи прикрыта отдельным пулемётным батальоном, успешно отражала попытки финнов высаживать десанты на шхерные острова. Балтийский флот эвакуировал остров с 20 по 25 августа того же года. 23 августа возле острова финнами был захвачен советский бронекатер «БК-215», повреждённый и севший здесь на мель. В 1944 году финны вернули остров, чья территориальная принадлежность РСФСР была подтверждена Парижским договором 1947 г.

## Топографические карты
- Лист карты P-35-127,128 Хамина. Масштаб: 1 : 100 000. Состояние местности на 1971 год. Издание 1974 г.